# سفارة إثيوبيا في واشنطن
 تعتبر سفارة إثيوبيا في واشنطن العاصمة هي البعثة الدبلوماسية الرئيسية لإثيوبيا إلى الولايات المتحدة . و ظائفهم يقع في 3506 الطريق الدولي شمال غرب، واشنطن، دي سي ، في كليفلاند بارك الحي. 
تحتفظ إثيوبيا بالإضافة إلى ذلك بقنصلية عامة في لوس أنجلوس وسانت بول بولاية مينيسوتا
سفير إثيوبيا لدى الولايات المتحدة هو فيتسوم أريجا 

## روابط خارجية
- موقع رسمي

אאײײױװ